# Zoothera monticola
Zoothera monticola е вид птица от семейство Turdidae.

## Разпространение
Видът е разпространен в Бангладеш, Бутан, Виетнам, Индия, Мианмар и Непал.